# Roger Nash Baldwin
Roger Nash Baldwin (Wellesley, Massachusetts, 21 de enero de 1884 - Ridgewood, Nueva Jersey, 26 de agosto de 1981) fue un profesor, escritor y líder de los derechos civiles estadounidense.
Nació en una familia aristocrática de Massachusetts, acudió a la Universidad de Harvard y dio clases de sociología en la Universidad Washington en San Luis desde 1906 hasta 1909, donde también fue oficial supervisor de la corte juvenil de la ciudad y secretario de la liga civil a la cual pertenecía. Cuando los estadounidenses entraron en la Primera Guerra Mundial, se volvió director de la organización pacifista llamada Unión Estadounidense en Contra del Militarismo, antecesora de la Unión Estadounidense por las Libertades Civiles.

## Obras

### Libros y panfletos
- 1927, Peter Kropotkin, Revolutionary Pamphlets: A Collection of Writings. New York: Vanguard Press.
- 1914, Juvenile Courts and Probation. Con Bernard Flexner. New York: The Century Company,
- 1928, Liberty Under the Soviets. New York: Vanguard Press.
- 1938, Civil Liberties and Industrial Conflict. Con Clarence Randall. Cambridge, MA: Harvard University Press.
- 1942, The Rights of Man are Worth Defending. Con Pauli Murray. New York: League For Adult Education.
- 1943, Democracy in Trade Unions: A Survey, with a Program of Action. New York, American Civil Liberties Union.
- 1950, Human Rights: World Declaration and American {Practice New York, Public Affairs Committee.
- 1953, A New Slavery: Forced Labor: The Communist Betrayal of Human Rights. New York, Oceana Publications.

### Artículos
- 1934, "Freedom in the USA and the USSR," New York: Soviet Russia Today.
- 1941, "Liberalism and the United Front". En Irving Talmadge (ed.), Whose revolution? A Study of the Future Course of Liberalism in the United States, edió Irving Talmadge New York: Howell, Soskin.
- 1941, "The Making of a Reformer: The Roger Baldwin Story: A Prejudiced Account by Himself," in Woody Klein, Liberties Lost: The Endangered Legacy of the ACLU. Westport, CT: Praeger Publ. 2006